# Waterpolo op de Olympische Zomerspelen 1904

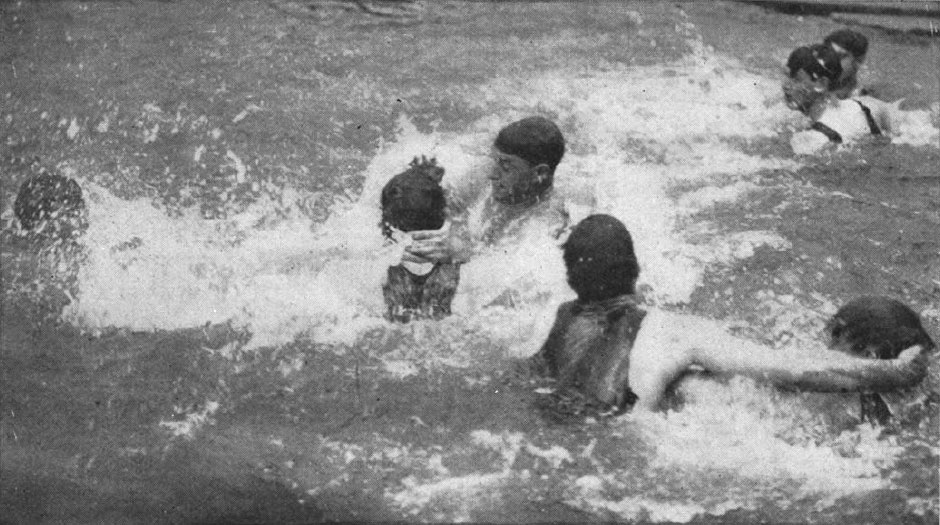
Waterpolo op de Olympische Zomerspelen 1904

Waterpolo is een van de sporten die beoefend werden tijdens de Olympische Zomerspelen 1904 te St. Louis. Later werd dit toernooi door het IOC niet meer als Olympisch erkend en is het de boeken ingegaan als demonstratiesport. De gewonnen medailles worden dan ook niet meegeteld in medailleklassementen.
Dit toernooi wordt ook niet vermeld in de uitslagendatabase van het IOC, in tegenstelling tot het voetbaltoernooi van 1904 dat inmiddels wel als medaille onderdeel wordt gezien.
Aan het toernooi deden alleen clubteams uit de Verenigde Staten mee. In die tijd werd in Amerika waterpolo gespeeld met eigen, Amerikaanse spelregels. Alle Europese landen weigerden volgens die regels te spelen en bovendien vonden ze de kwaliteit van het zwembad onvoldoende: "een vieze, stinkende poel". De Verenigde Staten gingen pas vanaf 1912 gebruikmaken van de internationale spelregels.

## Mannen
Er waren drie deelnemende teams, alle uit de Verenigde Staten.

### Eindrangschikking
| rang | sporters | land |
| ---- | --- | ---- |
| 1    | New York Athletic Club David Bratton George Van Cleaf Leo Goodwin Louis Handley David Hesser Joseph Ruddy James Steen             | USA  |
| 2    | Chicago Athletic Association Rex Beach Jerome Steever Edwin Swatek Charles Healy Frank Kehoe David Hammond William Tuttle         | USA  |
| 3    | Missouri Athletic Club John Meyers Manfred Toeppen Gwynne Evans Amedee Reyburn Fred Schreiner Augustus Goessling William Orthwein | USA  |

Parijs 1900 · 
St. Louis 1904 · 
Londen 1908 · 
Stockholm 1912 · 
Antwerpen 1920 · 
Parijs 1924 · 
Amsterdam 1928 · 
Los Angeles 1932 · 
Berlijn 1936 · 
Londen 1948 · 
Helsinki 1952 · 
Melbourne 1956 · 
Rome 1960 · 
Tokio 1964 · 
Mexico-stad 1968 · 
München 1972 · 
Montréal 1976 · 
Moskou 1980 · 
Los Angeles 1984 · 
Seoel 1988 · 
Barcelona 1992 · 
Atlanta 1996 · 
Sydney 2000 · 
Athene 2004 · 
Peking 2008 · 
Londen 2012 · 
Rio de Janeiro 2016 · 
Tokio 2020 · 
Parijs 2024 · 
Los Angeles 2028
Medaillewinnaars
Atletiek · Basketbal (demonstratie) · Boksen · Boogschieten · Gewichtheffen · Golf · Lacrosse · Roeien · Roque · Schermen · Schoonspringen · Tennis · Touwtrekken · Turnen · Voetbal · Waterpolo · Wielersport · Worstelen · Zwemmen